# Lucky Ogbevoen
Lucky Efosa Ogbevoen (* 20. Juli 2000 in Wien) ist ein österreichischer American-Football-Spieler auf der Position des Linebackers.

## Werdegang
Ogbevoen begann 2012 in der Vienna Vikings Football Academy mit dem American Football. 2015 und 2016 wurde Ogbevoen mit den Vikings österreichischer U17-Meister. Einen besonders großen Anteil an diesem Erfolg wurde ihm 2016 zugeschrieben, als er zum Team MVP ernannt wurde. Im November 2016 war er zudem Teil des österreichischen U17-Auswahlteams, das beim Next Generation Bowl die ungarische U18-Nationalmannschaft schlug. Mit der österreichischen U19-Nationalmannschaft wurde er 2017 in Paris sowie 2019 Junioren-Europameister.
Während der AFL-Saison 2018 debütierte Ogbevoen in der Kampfmannschaft der Vikings. In zehn Spielen verzeichnete er 13 Solo und 7 Assisted Tackles. Im folgenden Jahr entwickelte er sich zum Stammspieler und führte zum Saisonende die Vikings teamintern mit 32 Solo und 33 Assisted Tackles an. Nachdem er 2020 mit seinem Versuch scheiterte, von einem College in den USA rekrutiert zu werden, lief er 2021 wieder für die Vikings in der AFL auf. Im August debütierte er zudem in der österreichischen Nationalmannschaft. Nach Abschluss der AFL-Saison wurde Ogbevoen von Stuttgart Surge aus der European League of Football (ELF) verpflichtet. Für das schwäbische Team kam er in einem Spiel zum Einsatz.
Für die Saison 2022 unterschrieb Ogbevoen einen Vertrag bei den Raiders Tirol, die 2022 erstmals als Franchise in der ELF antraten. Er fungierte als Stammspieler auf der Weakside-Linebacker-Position. Mit den Raiders erreichte er das Halbfinale, das jedoch gegen die Hamburg Sea Devils verloren ging. Eine Woche später wurde er beim Abschlussabend der Raiders teamintern als Defense MVP ausgezeichnet. Darüber hinaus wurde Ogbevoen von der National Football League zum NFL International Combine 2022 nach London eingeladen. Im Herbst nahm er für Österreich an der Gruppenphase der Europameisterschaft 2023 teil. Am 2. März 2023 gaben die Raiders die Verlängerung mit Ogbevoen für eine weitere ELF-Saison bekannt.
Im Dezember 2023 wechselte Ogbevoen zunächst zu den Cologne Centurions. Noch vor Beginn der ELF-Saison 2024 wurde er allerdings beim Global Draft der Canadian Football League in der zweiten Runde von den Winnipeg Blue Bombers ausgewählt.

## Statistiken
| Jahr                            | Team            | Spiele | Starts | Tackles | Tackles | Tackles | Tackles | Tackles | Passverteidigung | Passverteidigung | Passverteidigung | Passverteidigung | Passverteidigung | Fumbles | Fumbles | Fumbles |
| Jahr                            | Team            | Spiele | Starts | Total   | Solo    | Ast     | TFL     | Sack    | INT              | Yds              | TD               | BrUp             | PD               | FF      | FR      | TD      |
| ------------------------------- | --------------- | ------ | ------ | ------- | ------- | ------- | ------- | ------- | ---------------- | ---------------- | ---------------- | ---------------- | ---------------- | ------- | ------- | ------- |
| European League of Football     |                 |        |        |         |         |         |         |         |                  |                  |                  |                  |                  |         |         |         |
| 2021                            | Stuttgart Surge | 01     | 01     | 09      | 05      | 04      | 00,5    | 0,0     | 0                | 0                | 0                | 0                | 0                | 0       | 0       | 0       |
| 2022                            | Raiders Tirol   | 12     | 12     | 79      | 41      | 38      | 10,0    | 1,5     | 1                | 1                | 0                | 2                | 3                | 1       | 1       | 0       |
| 2023                            | Raiders Tirol   | 12     | 11     | 87      | 40      | 47      | 08,0    | 2,0     | 0                | 0                | 0                | 5                |                  | 0       | 2       | 0       |
| ELF Gesamt                      | ELF Gesamt      | 25     | 24     | 175     | 86      | 89      | 18,5    | 3,5     | 1                | 1                | 0                | 7                | 3                | 1       | 3       | 0       |
| Quellen: sportsmetrics.football |                 |        |        |         |         |         |         |         |                  |                  |                  |                  |                  |         |         |         |

| Jahr                             | Team          | Spiele | Starts | Tackles | Tackles | Tackles | Tackles | Tackles | Passverteidigung | Passverteidigung | Passverteidigung | Passverteidigung | Passverteidigung | Fumbles | Fumbles | Fumbles |
| Jahr                             | Team          | Spiele | Starts | Total   | Solo    | Ast     | TFL     | Sack    | INT              | Yds              | TD               | BrUp             | PD               | FF      | FR      | TD      |
| -------------------------------- | ------------- | ------ | ------ | ------- | ------- | ------- | ------- | ------- | ---------------- | ---------------- | ---------------- | ---------------- | ---------------- | ------- | ------- | ------- |
| European League of Football      |               |        |        |         |         |         |         |         |                  |                  |                  |                  |                  |         |         |         |
| 2022                             | Raiders Tirol | 1      | 1      | 9       | 2       | 7       | 1,5     | 1,0     | 0                | 0                | 0                | 0                | 0                | 0       | 0       | 0       |
| ELF Gesamt                       | ELF Gesamt    | 1      | 1      | 9       | 2       | 7       | 1,5     | 1,0     | 0                | 0                | 0                | 0                | 0                | 0       | 0       | 0       |
| Quellen: europeanleague.football |               |        |        |         |         |         |         |         |                  |                  |                  |                  |                  |         |         |         |

## Privates
Sein älterer Bruder Precious Ogbevoen ist ebenfalls im American Football aktiv. Ogbevoen studiert an der Universität Innsbruck.